# Energie Football Club
O Energie Sport FCC é um clube de futebol do Benin. Disputa o Campeonato nacional do país.